# Amnosia decora
Amnosia
Genre
Genre
Amnosia decora, unique représentant du genre Amnosia, est une espèce de papillons de la sous-famille des Cyrestinae (famille des Nymphalidae).

## Répartition
Amnosia decora se rencontre en Asie du Sud-Est.

## Liste des sous-espèces
Selon GBIF (29 août 2023) :
- Amnosia decora baluana Fruhstorfer, 1894 - Nord de Bornéo
- Amnosia decora decora Doubleday, 1849 - Ouest de Java
- Amnosia decora decorina Fruhstorfer, 1894 - Nias
- Amnosia decora eudamia Smith, 1885 - Sumatra
- Amnosia decora flavilla Fruhstorfer, 1908
- Amnosia decora martini Honrath, 1892 - Bornéo, Sumatra
- Amnosia decora ochracea Fruhstorfer, 1908
- Amnosia decora perakana Fruhstorfer, 1908 - Malaisie
- Amnosia decora petronia Fruhstorfer, 1908 - Nord de Bornéo

Contrairement aux autres sources listées ci-dessous, l’Animal Diversity Web considère ces sous-espèces comme des espèces à part entière.